# 三陸・海の博覧会
三陸・海の博覧会（さんりく・うみのはくらんかい）は、第2回ジャパンエキスポ（JAPAN EXPO IN IWATE '92）として、1992年（平成4年）に岩手県の釜石市、宮古市、山田町で開催された地方博覧会である。

## 概要
- テーマ - 「光る海、輝く未来」
- マスコット - リアスくん
- 会場

主会場 - 岩手県釜石市平田地区
共催会場 - 岩手県宮古市藤原地区、岩手県山田町船越地区
- 開催期間 - 1992年（平成4年）7月4日（土）〜9月15日（火）　74日間[1]
- 入場者 - 約201万人（目標70万人[1]）
- 主催 - 三陸・海の博覧会実行委員会（岩手県など県内の89機関・団体で構成）
- 提唱 - 通商産業省
- 後援 - 文部省、農林水産省、運輸省、郵政省、建設省、自治省、科学技術庁、環境庁、海上保安庁等の各省庁及び各団体・機関等

## 入場料金
- カッコ内は25名以上の団体料金

|          | 大人             | 中・高校生       | 小学生         | 幼児           |
| -------- | ---------------- | ---------------- | -------------- | -------------- |
| 釜石会場 | 2000円（1800円） | 1500円（1300円） | 800円（700円） | 300円（200円） |
| 宮古会場 | 600円（500円）   | 400円（350円）   | 300円（200円） | 200円（150円） |
| 山田会場 | 400円（300円）   | 400円（300円）   | 200円（150円） | 200円（150円） |

## 各会場の概要とパビリオン

### 釜石会場
- 場所：釜石市平田地区
- テーマ：「海と未来のワンダーランド」
- 面積：約12ha

◆パビリオン◆
海のワンダーランド館（テーマ展示館）
- 白いピラミッド型のパビリオン。
- テーマ：「海の不思議－海と人の望ましい未来」
- 出展者：三陸・海の博覧会実行委員会
- (1)海・生命の起源ゾーン……エントランスゾーン。ストロマトライトのオブジェと、ビデオスクリーンによる地球上の様々な生物の誕生とドラマの映像。
- (2)海の神秘と魅惑ゾーン……メインゾーン。「フランス・ディーニュのアンモナイトの壁」の原寸大剥離標本の展示。3つの水槽ではメガネモチノウオ（ナポレオンフィッシュ）、オーム貝などの、熱帯海水魚の泳ぐ珊瑚礁の海を再現。
- (3)海と未来ゾーン……水蒸気をスクリーンにした「スチームビジョン」の映像トンネル。海洋都市や海洋開発、海洋牧場の立体模型等の展示。

りあすシアター（テーマ映像館）
- テーマ：「三陸の海と人々」
- 出展者：三陸・海の博覧会実行委員会
- 幅8m高さ3.2mのスクリーンに3D映像で、三陸の四季折々の海とそこで暮らす人々のドラマを上映。

しんにってつパビリオン・ポセイドンシアター
- テーマ：「海を知る。未来にひろがる地球」
- 出展者：新日本製鐵株式会社
- エントランスは、ポセイドンの神殿をイメージ。
- カナダのアイマックス社の開発した縦17m×横22mの巨大スクリーンに、「ザ・ディーペスト・ガーデンー深海からのメッセージ」を上映。

三陸・海のパビリオン
- テーマ：「海・未来・ふれあい」
- 出展者：運輸省、東北運輸局、第二港湾建設局、第二管区海上保安本部、仙台管区気象台
- 津波防波堤「ハイブリッドケーソン」をパビリオンとして実物展示。内部では「海・ふれあい」「クルージングキャビン」「海・未来」の3つのゾーンの展示。
- ケーソンの頂上部からは人口滝が流れていた。
- ケーソンの側には屋外展示として、「津波実験水槽」「イルカランド」や、クルーザーヨット、モーターボートなどを設置。

海洋牧場館
- 半球形のドーム型パビリオン
- テーマ：「海、宇宙、未来への夢」
- 出展者：清水建設株式会社
- 中央には直径6mの2つの円形の水槽を3mの水路でつなげた「ミニ海洋牧場」があり、音響給餌ロボットによる1万尾のマダイの稚魚の飼育を実演。
- 「ミニ海洋牧場」の周りには、「海洋牧場コーナー」「海洋技術コーナー」「宇宙コーナー」の3つのゾーンがあり、「宇宙コーナー」ではアニメーション「スペースリゾート構想宇宙ホテル」をビデオ上映。

岩手ふるさと館
- テーマ：「花咲く未来」
- 出展者：岩手県内59市町村ほか
- シンボルゾーンでは、59市町村の花3万本のリボンフラワーを制作し、7.8mの岩手県土の形の花のオブジェを展示。
- 市町村展示ゾーンでは、12の地区に分けて、それぞれの12のコーナーで独自の企画で表現する展示。
- 他に「姉妹都市コーナー」「アマチュア無線コーナー」「子供絵画コーナー」「岩手県北海道県人会交流コーナー」があった。

さんりく魚ふれあい館
- テーマ：「ふれてみよう三陸の海の生きものたち」
- 出展者：三陸・海の博覧会実行委員会
- エントランスをぬけると「インフォメーションカウンター」「回遊型大型水槽」があり、三陸の漁業を紹介したパネルも展示されていた。
- 「三陸の魚・水槽展示ゾーン」では7つの大水槽に、三陸の海の魚介類や甲殻類を分類展示。北海道オホーツク水族館より贈られた「オオカミウオ」の展示もあった。

東北の未来館
- テーマ：「東北の輝く未来」
- 出展者：東北6県、仙台市ほか
- 「東北インテリジェントコスモス構想ゾーン」では、宇宙から見た東北の自然をVTRなどで紹介。チョウザメの養殖技術研究のコーナーの展示もあった。
- 「みちのく観光ゾーン」では東北各県の観光地や祭りを写真やVTRで紹介。「東北再発見ゾーン」では東北6県と仙台市の自然・文化・産業を各ブースで展示。

釜石市パビリオン・きらら童夢
- 「ひょっこりひょうたん島」をモチーフとした、大ドーム（直径30m）と小ドーム（直径14m）を組み合わせたパビリオン。
- テーマ：「海へ!LOVE KAMAISI……釜石の美しい自然と未来」
- 出展者：釜石市
- 大ドームでは、「釜石の自然」についての展示。「三貫島」の実物モデルや、御箱崎半島の千畳敷を白色石灰石で50分の1で再現したコーナー、「光の森」「不思議の木」の展示などがあった。
- 小ドームでは、「釜石の未来」の映像を上映。

いわて未来館X
- テーマ：「未来発想による北上山系開発構想・プロジェクトX」
- 出展者：三陸博コンストラクションパビリオン出展実行委員会
- 「プレゼンテーションX］では、北上山系開発構想「プロジェクトX」について、スライドとナレーションで上演。
- 「ガイダンスX」では、「プロジェクトX」の柱となる4つの事業についてのパネル展示。
- 「ビューX」では、特殊音響と大型映像による「プロジェクトX」の上映。

東北電力グループ館・サエーナの剣
- 外観は宝箱と剣の形をしたパビリオン。
- テーマ：「Ocean Energy for Human Energies」
- 出展者：東北電力グループ
- 映像とキャストの実演による体験劇場「サエーナの剣」を上演。キャストが会場の中から「小さな勇者」を捜し出し、さらに会場にいる観客が心を一つにして魔王と戦う、というストーリー。

NTTコミュニケーションドリーム館
- テーマ：「愛と夢がいっぱい、未来のコミュニケーション」
- 出展者：日本電信電話株式会社
- 「NTTスペクトラツアーズ」では3軸駆動の「スペクトラ号」に乗り、宇宙空間でのアドベンチャーを体験。
- 「コミュニケーションプラザ」では3D-TV］や「スカイビュー」などのNTTの最新テクノロジーを紹介。「コミュニケーションスタジオ」では、「富山博覧会」のステージを通信衛星を使ったTV会議システムでむすび、クイズ合戦を開催した。

農林アメージングランド・自然のめぐみ館
- 出展者：JAグループ岩手県経済連、岩手県林業協会
- 岩手県の間伐材で作った巨大迷路では、農業と林業についての問題をパネル展示。答案用紙に答えを書きこんで出口をめざす。
- 農業のコーナーのテーマは「豊かな大地からの贈り物」　野菜やコメや果物の踊る人形を展示。
- 林業のコーナーのテーマは「豊かな森林からの贈り物」　森での楽しいリクリエーションの様々から木工品までを展示紹介。

コカ・コーラ館
- カマボコ型のパビリオン。出入り口の側にはキャラクター「少年トム」と「愛犬ジム」の人形が立っている。
- テーマ：「エキサイティング・ライトショー『トムとジムのシーアドベンチャー』」
- 出展者：みちのくコカ・コーラボトリング株式会社
- 最新のライティングシステムによる光と音のショー。マルチスライドと着ぐるみキャラクターの実演の組み合わせで、少年トムと愛犬ジムの宇宙や未来へのアドベンチャー劇を上演。

岩鋳鉄器館
- テーマ：「伝統そして新たな創出」
- 出展者：株式会社岩鋳鋳造所
- 入り口エントランスホールで、世界最大の南部鉄瓶（直径1.1m　高さ1.5m）を展示。
- 「南部鉄器の歴史紹介ゾーン」「岩鋳企業紹介ゾーン」「南部鉄器製造工程ゾーン」「茶室ゾーン」「鉄鐘ゾーン」等を展示。

三井グループ・東芝館
- テーマ：チャレンジ！『ジャパンカップF1』」
- 出展者：三井グループ・東芝出展者会
- 大型プロジェクターに映し出されるF1マシンを、観客が手元のブック型PCを使って操作する参加型アドベンチャー。

NEC C&Cパビリオン
- テーマ：「おもしろ不思議大作戦ーC&Cサイバーツアーズ」
- 出展者：日本電気株式会社
- 「サイバードラゴン」の中のコクピット空間では、双方向型シミュレーションゲーム「C＆Cサイバーツアーズ」を展開。

カシマ・マリン・ワンダーランド
- テーマ：「見て、さわって、参加する海のワンダーランド」
- 出展者：鹿島
- 「マリンサイエンスゾーン」では、海の生物に関するクイズイベントを展開。他に「トビハゼプール」「アッププール」「リラックスゾーン」など。

富士通電脳最前線ハイパーステーション
- テーマ：「ハイパーステーション発、21世紀行き」
- 出展者：富士通株式会社
- 富士通のPCによるゲームや占いなどの体感展示。

千石船「気仙丸」
- テーマ：「江戸海運のロマン満載－今、甦る伝統の一枚帆船」
- 出展者：気仙地区千石船建造推進協議会
- 江戸時代の千石船「気仙丸」を、船大工有志による「気仙船匠会」が復元。野外展示。

3D立体映像シアター・エネルギーワンダーランド
- テーマ：「人と海とエネルギー」
- 出展者：通商産業省　資源エネルギー庁
- 展示コーナーでは、波力発電や潮汐発電、海洋温度差発電などの海洋エネルギーを紹介。3D映像シアターでは、「エネルギーワンダーランド」を上映。

未来・インフラ館
- テーマ：「伸びゆく東北、輝け岩手、ダイナミックライド、その興奮と感動」
- 出展者：建設省東北地方建設局
- 2台の体感シミュレーションマシン「コンストラクティブ号」のアドベンチャーツアー。巨大パノラマ壁画の展示も。

日立グループ館・ネオビマルチアニメシアター
- テーマ：「Interface……人と技術の理想をめざす」
- 出展者：日立グループ
- 42インチの日立高画質ネオビジョンと立体映像4Dビジョンを組み合わせた映像「音楽はともだち」を上映。

パナソニック館
- テーマ：「映像新発見ーおもしろ映像ランド」
- 出展者：松下電器産業株式会社
- 「ハイビジョンシアター」では「バルセロナの風」を上映。他に「3D立体映像/ザ・ファーコズ」「テレビの壁」「BSコーナー」など。

夢・21世紀館（企業集合館）
- テーマ：「小さな夢、大きな夢、21世紀をみつめる」

出展者
- SMC株式会社：「SMC童話の広場」……人形ロボットによる童話劇を上演。
- 東北郵政局：「三陸・乙姫郵便局」……「ふれあいマルチスペース」「郵政事業PRコーナー」他に記念切手の発売も。
- 大成建設株式会社：「CGミュージアム」……CG映像による古代都市探検など。
- 日本たばこ産業株式会社：「JTジョイフルランド」……「コロンブス君の不思議の森」を体験。
- 株式会社間組：「ハザマのわくわく海底冒険ランド」……マルチスクリーンとジオラマによる海底都市の冒険。
- 三菱グループ関係各社：「MITSUBISHI MARINE MUSEUM '92」……潜水調査船「しんかい6500」実物大模型の展示など。

岩手の産業館
- テーマ：「未来の岩手創造・コミュニケーションネットワーク」
- 出展者：岩手で活躍する製造からサービス業までの代表企業25社

バザール館
- テーマ：「くらしに夢と楽しさを」
- 8企業・団体による物産出店

◆プレイランド◆
- 遊具：ウェーブスインガー、メリーゴーランド、スカイサイクル、パラトルーパー、パールスルー、ロックンロール、アドベンチャーリバー、ゴーカート、シミュレーションマシンSR-2など。

◆イベントステージ◆
《7月》
- 加山雄三&ワイルドワンズ オープニング・アクト（7/4）
- 中村雅俊コンサート（7/5）
- 沢田知可子コンサート（7/6）
- 河島英五コンサート（7/8）
- 坂本冬美コンサート（7/11）
- 二宮柊子ファッションショー（7/12）
- 演歌まわり舞台・山川豊（7/14）
- 演歌まわり舞台・門脇睦男&オヨネーズ（7/15）
- 演歌まわり舞台・角川博（7/16）
- 演歌まわり舞台・三船和子（7/17）
- ロシア民族アンサンブル（7/18）
- 松山千春コンサート（7/25）
- 鳥羽一郎コンサート（7/28）

《8月》
- アコースティックコンサート（天野滋、安部光俊、山口岩男、西塚三四郎）（8/1）
- 中国雑技団（8/4〜6）
- ヤングアイドル特集（中嶋美智代、鈴木ユカリ、吉沢瞳、遠野舞子）（8/8）
- ウィーン・モーツァルト少年合唱団（8/10）
- ベンチャーズコンサート（8/13）
- LLブラザーズコンサート（8/15）
- KANコンサート（8/16）
- 松本典子コンサート（8/23）
- 津軽三味線と民謡日本一の競演（大塚文雄、小野花子、小杉真貴子）（8/31）

《9月》
- 演歌の星（唐木淳、小金沢昇司、大石円、立樹みか、田川寿美、西方裕之）（9/5・6）
- 千葉美加コンサート（9/13）
- 新沼謙治&はやせひとみコンサート（9/15）

### 宮古会場
- 場所：宮古市藤原地区
- テーマ：「マリンリゾートランド」

◆パビリオン◆
マリンリゾート館
- ピラミッド型のパビリオン。
- テーマ：「リゾートシミュレーションー新たなリゾートとの出会い」
- 出展者：三陸・海の博覧会実行委員会
- 「三陸マルチシアター」では、12台の37インチモニターで「光る海・三陸」を上映。
- 「タヒチウェザーランド」では、タヒチの砂浜や自然、家屋を設置し、コンピューター制御でタヒチの一日の様子やスコールなどの気象等を演出。

宮古・海は友だち館
- ドーム型とピラミッド型を合わせたパビリオン。「地球と帆船の帆」をイメージ。
- テーマ：「海と海の生物との出会い、驚き、感動、そして考える」
- 出展者：宮古市
- ドーム型の「テーマゾーン」では、「三陸の魚・世界の魚コーナー」で44個の水槽に三陸海岸や世界の海や川にすむ110種類もの魚を展示。「古代の魚コーナー」では古代魚ピラルクやピラニアを展示。
- 「テーマゾーン」の中央部には3Dシアターを設置。南国慶良間諸島のサンゴ礁の海や、西表島のマンタなどの映像を上映。
- ピラミッド型の「PRゾーン」では、宮古市の観光コーナーや、宮古市と交流のある青森県黒石市や沖縄県多良間村の観光と物産、宮古市内の企業コーナー、さらにアンモナイトなどの化石展示コーナーなどがあった。

三陸ショッピングプラザ
- テーマ：「岩手の心が伝わる物産」
- 出展者：13企業・団体

◆マリンビーチ・シーサイドステージ◆
- 椎名誠の「映画とトークショー」（7/4）
- 川合俊一によるエキシビションマッチ（7/19）
- 本田竹曠ジャズコンサート（8/8）
- ディンギー東北ジュニアヨット選手権（8/7～9）
- チームオブフロリダ　ウォータースキーショー（8/8～11）
- 日本ホバークラフト選手権シリーズ’92（8/29・30）

### 山田会場
- 場所：山田町船越地区
- テーマ：「遊コミュニケーションランド」

鯨と海の科学館
マリンパーク山田
船越家族旅行村

## 参考資料
- 三陸・海の博覧会公式ガイドブック（三陸・海の博覧会実行委員会)
- 三陸・海の博覧会パンフレット各種